# Lijst van gebeurtenissen tijdens de Tweede Wereldoorlog: West- en Noord-Europa, Amerika en Atlantische Oceaan
Dit is een chronologische lijst van gebeurtenissen in West- en Noord-Europa, Amerika en in de Atlantische Oceaan voor, tijdens en vlak na de Tweede Wereldoorlog.
Voor de gebeurtenissen in de Lage Landen en Luxemburg is een aparte chronologische lijst samengesteld
Opmerking: Bij het opzoeken van gebeurtenissen volgens datum gebeurt het soms dat de verschillende officiële bronnen elkaar tegenspreken over de datum. Nagenoeg steeds zijn deze verschillen zeer klein, meestal één dag verschil. De oorzaak hiervoor is te vinden in het feit dat bepaalde militaire acties tijdens de nacht starten en nog doorlopen in de vroege uren van de volgende dag. Ook gebeurt het dat een auteur de situatie beschrijft wanneer de actie volledig afgelopen is, met andere woorden de dag na de overgave, de dag na de vredesonderhandeling, enzovoort. Ook merken we op dat het einde van een militair offensief of campagne niet steeds ondubbelzinnig te bepalen is. De bepaling van de datum is afhankelijk van de referentie die door de auteur werd gebruikt. Er is getracht in deze lijst zo veel mogelijk de exacte referentie van de datum aan te duiden via een omschrijving van wat er gebeurd is of bedoeld werd.

## 1939
26 april
- Groot-Brittannië voert de dienstplicht in.

28 april
- Adolf Hitler zegt het Duits-Engels vlootverdrag uit 1935 op en verbreekt het Duits-Pools antiagressiepact uit 1934.

24 juli
- Groot-Brittannië, Frankrijk en de Sovjet-Unie beloven elkaar wederzijdse steun in het geval een van de drie wordt aangevallen. De overeenkomst zal pas van kracht zijn als een gelijkaardige militaire overeenstemming is bereikt.
- Een geheime vergadering tussen de Poolse, Britse en Franse cryptografen wordt georganiseerd te Pyry, nabij Warschau, Polen. De vergadering duurt tot 25 juli en de Fransen en Britten krijgen een replica van de Enigma codeermachine mee. De Polen verklaarden dat ze reeds vanaf december 1932 in staat waren de Duitse Enigmaberichten te ontcijferen maar dat sinds de recente Duitse aanpassingen aan dat Enigmasysteem (15 september 1938, 15 december 1938 en 1 januari 1939) ze dit niet meer konden. Daarna gaf de Poolse Generale Staf in januari 1939 Maksymilian Ciężki en Gwido Langer toestemming om hun Enigmageheimen door te geven aan de Franse en Britse collega's. De Fransen, die de Polen de Enigmadocumenten hadden overhandigd, wisten tot op de vergadering helemaal niets van het kraken van Enigma.

19 augustus
- Duitsland stuurt veertien U-boten de Noord-Atlantische Oceaan in.

21 augustus
- Vestzakslagschip Admiral Graf Spee vertrekt samen met haar bevoorradingsschip Altmark uit de Duitse haven Wilhelmshaven op een missie naar de Atlantische Oceaan. De missie van de Admiral Graf Spee was om aanvallen uit te voeren op Britse handelsschepen in het zuidelijk deel van de Atlantische Oceaan om zo de aanvoerlijnen naar Groot-Brittannië te ondermijnen.

23 augustus
- De Britse regering adviseert haar koopvaardijvloot geen Duitse havens meer aan te lopen.

24 augustus
- Het Duitse pantserschip Deutschland vertrekt van Wilhelmshaven om ten zuiden van Groenland een afwachtingspositie in te nemen.

26 augustus
- Adolf Hitler garandeert de neutraliteit van België, Nederland, Luxemburg, Denemarken en Zwitserland.

31 augustus
- Operatie Weisung 1 wordt uitgevoerd. De Duitse oorlogsmarine voert met 23 U-boten een handelsoorlog uit, die zich voornamelijk tegen Engeland richt.

1 september
- Het begin van de Tweede Wereldoorlog.

3 september
- Het Britse passagiersschip RMS Athenia wordt getorpedeerd door U-boot U-30 onder bevel van de luitenant-ter-zee Lemp. Er vallen 112 doden, waaronder 28 Amerikanen. De Athenia is het eerste Britse slachtoffer van het Duitse optreden op zee.

3 september
- Neville Chamberlain verklaart om 11.15 uur op de BBC-radio dat Groot-Brittannië in staat van oorlog is met nazi-Duitsland.
- Frankrijk verklaart nazi-Duitsland de oorlog om 17.00 uur.
- Er wordt een oorlogskabinet opgericht te Londen en de Britten voeren een zeeblokkade in tegen Duitsland.
- Winston Churchill wordt benoemd tot 1e Lord van de Britse Admiraliteit.
- Generaal Lord Gort wordt benoemd tot bevelhebber van de British Expeditionary Force.
- Generaal Ironside wordt, in opvolging van Lord Gort, benoemd tot chef-staf van het Britse leger.
- In de nacht van 3 op 4 september wordt de eerste waarheidsaanval uitgevoerd door de RAF. Start van de Confettioorlog.

4 september
- RAF-bommenwerpers voeren hun eerste aanvallen uit op nazioorlogsschepen in de Bocht van Helgoland. De Britse regering staat nog geen aanvallen toe op doelen in nazi-Duitsland.

7 september
- Franse legertroepen (patrouilles) trekken in de nacht van 7 op 8 september de Frans-Duitse grens over nabij Saarbrücken, waarmee het Saaroffensief gestart wordt. De Fransen ondervinden weinig weerstand, maar hun voortgang wordt evenwel opgehouden door de Westwall en een slechte interne organisatie.

8 september
- De Britten introduceren opnieuw het konvooisysteem, dat in 1918 voor het laatst werd gebruikt. Britse koopvaardijschepen in de Noordzee en de Atlantische Oceaan varen vanaf nu in konvooien met militaire bescherming.

9 september
- De eerste eenheden van het Britse Expeditionair Leger (British Expeditionary Force, BEF) onder leiding van generaal Gort wordt naar Frankrijk verscheept.

11 september
- Het Britse en het Franse opperbevel vergaderen voor de eerste maal.

12 september
- De opmars van de Franse strijdkrachten die deelnemen aan het Saaroffensief tussen de Maginotlinie en de Westwall wordt door Maurice Gamelin stilgelegd en de troepen moeten hun posities standhouden tot nader order. Het Saaroffensief lijkt nutteloos nu de situatie in Polen uitzichtloos is.
- Het Tsjechische leger wordt in Frankrijk opgericht.

13 september
- Het Franse oorlogskabinet wordt gevormd onder premier Édouard Daladier.

17 september
- Vliegdekschip HMS Courageous wordt getorpedeerd en ten zuiden van Ierland tot zinken gebracht door U-boot U-29. De Courageous was het eerste schip van de Royal Navy dat in de Tweede Wereldoorlog verloren ging.

19 september
- De eerste Britse troepen van het British Expeditionary Force arriveren in Frankrijk.
- Winston Churchill stuurt een memorandum uit over de belemmering van de Duitse ertsaanvoer door de Noorse territoriale wateren.
- Conferentie van de Oslostaten in Kopenhagen.

20 september
- Er wordt melding gemaakt van luchtgevechten tussen Duitse en Franse jachtvliegtuigen.

21 september
- De Franse troepenmacht die zijn posities moest standhouden in het Saaroffensief krijgt het bevel terug te trekken, mochten de Duitsers tot de tegenaanval overgaan.

22 september
- In Groot-Brittannië wordt een rantsoenering ingevoerd voor benzine.

23 september
- Kleine schermutselingen worden gemeld aan de Frans-Duitse grens, in Saarland. De Franse tankbataljons worden teruggetrokken.

25 september
- Duitsland voert verdere rantsoeneringen in voor voedingsproducten; vlees: 600 gram per persoon per week, brood en meel: 2500 gram per persoon per week.

26 september
- De Luftwaffe valt de Britse vloot aan, die gelegen is te Scapa Flow.

27 september
- De Amerikaanse president Franklin Delano Roosevelt stuurt een vredesoproep naar Adolf Hitler.
- Adolf Hitler informeert de bevelhebbers van de Heer, Luftwaffe en Kriegsmarine dat hij van plan is Duitsland kortelings het Westen te laten aanvallen.

29 september
- De Verenigde Staten voeren het wapenembargo tegen de oorlogvoerende landen op.

30 september
- Het Duitse vestzakslagschip Admiral Graf Spee brengt de SS Clement tot zinken voor de kust van Venezuela.
- De Franse infanterie-eenheden die deelnamen in het Saaroffensief worden in het diepste geheim teruggetrokken om de publieke opinie niet te verontrusten.

3 oktober
- Het Brits Expeditionair leger (1ste Legerkorps) neemt een sector over van het Franse leger.

4 oktober
- De Franse terugtocht uit Saarland is voltooid en hiermee sluit het Saaroffensief; slechts een veiligheidsscherm van lichte infanterie blijft achter.

6 oktober
- Adolf Hitler kondigt in de Rijksdag een vredesplan aan voor Frankrijk en Groot-Brittannië.

9 oktober
- Adolf Hitler vaardigt Führerdirectief Nº 6 uit, waarin hij het Westers offensief beschrijft. Bij het directief zit ook een memorandum waarin Hitler Groot-Brittannië en Frankrijk ervan beschuldigt dat ze Duitsland bewust zwak en verdeeld houden sinds de Vrede van Westfalen in 1648 en hij zegt dat de vernietiging van de Westerse overheersing nodig was om de uitbreiding van het Duitse volk mogelijk te maken. Hitler vraagt het OKH Fall Gelb uit te werken en zo snel mogelijk van start te laten gaan.

11 oktober
- Groot-Brittannië kondigt een opleidingsschema voor piloten aan.
- Frankrijk verwerpt het vredesplan van Hitler via een radiotoespraak van premier Édouard Daladier.

12 oktober
- Groot-Brittannië verwerpt het vredesplan van Hitler.

14 oktober
- In de nacht van 13 op 14 oktober wordt het Britse slagschip HMS Royal Oak getorpedeerd door U-boot U-47 van commandant Günther Prien in Scapa Flow, de thuishaven van de Royal Navy. De Royal Oak zinkt in dertien minuten en 833 Britse marinemensen komen om het leven. De U-47 ontsnapt en Günther Prien zal later als een held aankomen in Wilhelmshaven.

16 oktober
- De eerste Duitse luchtaanvallen op Brits grondgebied vinden plaats. Schepen gelegen in Firth of Forth worden beschadigd.
- De Duitsers rukken op in Saarland, waar nog een veiligheidsscherm van lichte Franse infanterie-eenheden is achtergebleven sinds 4 oktober. De laatste Franse eenheden trekken zich terug.

17 oktober
- Vrijwel het hele Saarland is opnieuw bevrijd door de Duitsers. Aan Franse en Duitse zijden zijn de verliezen gering; bij de Duitsers sneuvelen in de eerste twee maanden van de oorlog 198 man aan het westfront. De Fransen trekken zich terug tot achter de Moezel.

19 oktober
- Franz Halder, chef van de Generale staf Heer (GenStH) presenteert de militaire plannen voor Fall Gelb. Het plan stelt voor om het Belgisch grondgebied in te winnen zodat er vliegvelden en zeehavens ter beschikking zijn tegen een eventuele inval in Groot-Brittannië. Volgens het plan zou een offensief in Frankrijk pas in 1942 van start gaan. Hitler is diep teleurgesteld in het plan wegens het ontbreken van enig offensief karakter maar krijgt geen steun van zijn generaals om het plan af te wijzen.

22 oktober
- Hitler informeert zijn Generale Staf dat Fall Gelb op 12 november 1939 moet van start gaan.

23 oktober
- U-47 keert terug in zijn marinebasis te Kiel nadat hij op 14 oktober de HMS Royal Oak tot zinken had gebracht in Scapa Flow.

24 oktober
- Generaal Maurice Gamelin, de opperbevelhebber van de Franse strijdkrachten, besluit dat de Franse troepen België binnentrekken en posities innemen aan de rivier Schelde, in het geval de Duitsers België binnenvallen.

25 oktober
- Hitler confronteert de Chef van het OKH Walther von Brauchitsch dat de Wehrmacht Frankrijk moet binnenvallen in plaats van Noord-België.

30 oktober
- Hitler stelt aan Chef Operaties van het OKW Alfred Jodl voor dat de pantserdivisies van de Wehrmacht Frankrijk moeten binnenvallen via de Belgische Ardennen, een toegangsweg via welke de Fransen de Duitsers het minst verwachten. Doch de Generale Staf houdt vol dat de herfst geen periode is om aan te vallen, zeker niet door de modderige Ardennen. De bevelhebber van Legergroep A, Gerd von Rundstedt, en zijn stafchef Erich von Manstein vinden dat het plan van Halder niet goed is doordacht.

31 oktober
- Erich von Manstein dient zijn eerste van 6 memoranda in bij het OKH, waarbij hij de ene kritische opmerking na de andere op het plan-Halder voorlegt. Het ironische is dat Manstein niets weet van Hitlers bezwaren tegen het plan Halder en hij hiermee Hitler onbewust helpt.

3 november
- Chef van het OKH Walther von Brauchitsch legt de opmerkingen gegeven door Erich von Manstein naast zich neer. Hij voegt wel extra pantserdivisies toe aan Legergroep A.
- De Amerikaanse regering start een procedure om, ondanks zijn neutraliteit, de Westerse geallieerden te helpen. Dit zal later uitgroeien tot de Lend-Lease Act.

15 november
- Generaal Maurice Gamelin, de opperbevelhebber van de Franse strijdkrachten, herroept zijn besluit van 24 oktober 1939 en beveelt via directief Nº 8 dat, in het geval de Duitsers België binnenvallen, de Franse troepen België binnentrekken en posities innemen aan de rivier de Dijle in plaats van de Schelde. De Dijle heeft een korter front, is gemakkelijker te verdedigen met de beperkte troepenmacht en verbindt de Schelde en de Maas. Mobiele troepen moeten het gebied tussen de Maas en de Maginotlinie verdedigen.

23 november
- Het Britse bewapende koopvaardijschip Rawalpindi zinkt na beschoten te zijn door de Duitse slagschepen Scharnhorst en Gneisenau.

4 december
- HMS Nelson wordt beschadigd door een magnetische mijn, het laatste slachtoffer van een magnetische mijn, omdat de Britse wetenschappers een oplossing vonden tegen deze dreiging.

6 december
- Het vestzakslagschip Admiral Graf Spee ontmoet zijn bevoorradingsschip Altmark. Er wordt brandstof en voedsel ingenomen en 299 gevangen zeelui overgedragen.

13 december
- Treffen tussen het Duitse vestzakslagschip Admiral Graf Spee en een Brits eskader. De Duitser zoekt zwaar beschadigd dekking in de neutrale haven van Montevideo.

17 december
- Het Duitse vestzakslagschip Admiral Graf Spee wordt door haar commandant, de kapitein-ter-zee Hans Langsdorff, tot zinken gebracht in de baai van Montevideo.
- De eerste Canadese troepen komen in Groot-Brittannië aan.
- Het Britse rijk ondertekent in Ottawa een verdrag over de opleiding van piloten.

20 december
- Hans Langsdorff, commandant van het op 17 december tot zinken gebrachte Duitse vestzakslagschip Admiral Graf Spee, pleegt zelfmoord.

21 december
- In Groot-Brittannië wordt de rantsoenering voor benzine, ingevoerd op 22 september 1939, weer opgeheven maar de prijs stijgt tot 30 cent per liter.

27 december
- Het eerste militaire contingent uit India komt in Frankrijk aan.

23 december
- Het Duitse vrachtschip Colombus wordt tot zinken gebracht.

28 december
- In Groot-Brittannië wordt een rantsoenering ingevoerd voor vleesproducten.

## 1940
1 januari
- In Groot-Brittannië wordt een rantsoenering ingevoerd voor bacon, ham, boter en suiker.

8 januari
- Ongeveer de helft van de kinderen die uit Londen zijn geëvacueerd zijn teruggekeerd.

17 januari
- De cryptografen van Bletchley Park zijn er voor de eerste maal in geslaagd om een Duits Enigma bericht te decoderen en te lezen. Het gedecodeerd bericht is meer dan twintig maanden oud maar dit feit is een mijlpaal in de geschiedenis van de ontcijfering van Duitse geheime berichten. Het zal nog tot april 1940 duren vooraleer de berichten binnen de 24 uur worden gedecodeerd. Het succes werd mogelijk dankzij fouten in de Enigmaprocedure bij de Duitse landmacht (Wehrmacht) en de Duitse luchtmacht (Luftwaffe). De berichten van de Duitse marine (Kriegsmarine) kunnen echter nog niet worden ontcijferd.

20 januari
- Winston Churchill spoort de neutrale landen aan om de zijde van de geallieerden te kiezen.

23 januari
- De Britse en Franse marine verklaren dat zij elk Duits schip dat ze tegenkomen zullen aanvallen.

25 januari
- Duitse vliegtuigen bombarderen de Shetlandeilanden (Verenigd Koninkrijk).

12 februari
- De hydrofoonoperator van het Brits antiduikbootschip HMS Gleaner detecteert om 2u50 am het geluid van de dieselmotor van U-33. Als de Gleaner nadert, duikt de U-33 onder. De Gleaner dropt tussen 3 uur en 5 uur drie barages dieptebommen en omstreeks 5u22 am komt de U-33 naar boven. De U-boot zinkt niet en laat de Britten toe om drie rotors van de Enigma codeermachine te onderscheppen. Van de in beslag genomen rotors waren er twee uit een reeks van drie die pas in gebruik werden genomen door de Kriegsmarine (bij de Enigma van de Kriegsmarine moest de radio-operator, tijdens de twee beginjaren van de Tweede Wereldoorlog, drie rotors kiezen uit een reeks van acht. Bij de Enigma van de Luftwaffe en de Wehrmacht koos de radio-operator drie rotors uit een reeks van vijf, gedurende de hele oorlog). De vangst van de drie rotors laat de cryptografen uit Bletchley Park nog niet toe om de geheime berichten van de Kriegsmarine te ontcijferen, maar ze kunnen wel de interne rotorbedrading uitzoeken.

14 februari
- Groot-Brittannië maakt bekend dat koopvaardijschepen in de Noordzee worden bewapend.

15 februari
- Het bevoorradingsschip Altmark wordt opgemerkt in een Noorse fjord. Kapitein Vian van de HMS Cossack wordt opgedragen om de 299 gevangen zeelui, die de Altmark op 6 december 1939 had overgenomen van de Admiral Graf Spee, te bevrijden.

16 februari
- De HMS Cussack bevrijdt in de avond de 299 gevangen zeelui op de Altmark. De actie zal protest van de Noren uitlokken, maar de Britten zien het als een eerste succes tegen de Duitsers. Het wordt bekend als het Altmark-incident.

17 februari
- Groot-Brittannië treft voorbereidingen om 400.000 schoolkinderen te evacueren naar het platteland.
- Sumner Welles, een diplomaat van de Verenigde Staten van Amerika vertrekt op een onderzoeksmissie naar Europa.

1 maart
- De diplomaat Sumner Welles komt aan in Berlijn.

18 maart
- De eerste bombemachine, ontworpen door Alan Turing wordt in gebruik genomen op Bletchley Park. De elektromechanische machine, die de voorloper is van de hedendaagse computer, laat toe om de wielinstellingen van de Duitse Enigma codeermachine van de Duitse land- en luchtmacht op een geautomatiseerde wijze te ontcijferen. De bombemachine is de oplossing op het probleem van de steeds toenemende instellingen waarmee de Enigma kon worden ingesteld (De Duitsers hadden in december 1938 en januari 1939 hun Enigmaprocedures zodanig veranderd dat de ontcijfermethodes van de Poolse cryptografen hun efficiëntie verloren en ze besloten hun kennis door te geven aan de Franse en Britten).

19 maart
- De Royal Air Force bombardeert een basis van zeevliegtuigen te Sylt, Denemarken.

20 maart
- De val van het kabinet Édouard Daladier in Parijs. Paul Reynaud wordt de nieuwe premier.

28 maart
- De diplomaat Sumner Welles vertrekt terug naar Washington.
- De Britse en Franse regeringen besluiten om niet afzonderlijk in vredesonderhandelingen te gaan.

4 april
- De cryptografen van Bletchley Park kunnen de Duitse enigmaberichten (van Wehrmacht en Luftwaffe) binnen 24 uur na uitzending ontcijferen.

8 april
- De Britse marine (Royal Navy) legt zeemijnen in de Noorse wateren.
- Duitsland valt het neutrale Noorwegen aan. Landingen bij Tromsø, Narvik, Bergen en Oslo.

9 april
- Het neutrale Denemarken wordt aangevallen door Duitsland. De Denen zijn totaal verrast en weerloos.

10 april
- De eerste confrontatie tussen Duitse en Britse vlooteenheden bij Narvik.

12 april
- In reactie op de Duitse inval in Denemarken bezet Engeland de Faeröer.

13 april
- Tweede zeeslag bij Narvik. De Britten brengen zeven Duitse torpedobootjagers tot zinken.

14 april
- Britse troepen landen op het eiland Hinnøya, nabij Narvik.

15 april
- U-boot U-49 stalkt een Brits troepenkonvooi dat richting Vågsfjorden, Noorwegen vaart. Twee Britse torpedobootjagers (waaronder HMS Brazen) onderscheppen U-49 en dwingen de duikboot naar de oppervlakte met dieptebommen. De Britten falen echter om enige Enigmadocumenten in beslag te nemen.

19 april
- Franse landing in Noorwegen.

19 april
- Geallieerde nederlaag bij het Noorse Lillehammer.
- Duitsland stelt het "Rijkscommissariaat Noorwegen" in.

26 april
- Winston Churchill gaat in een vergadering met het Militair Coördinatie Committee akkoord om de Britse troepen uit het gebied rond Trondheim, in het zuiden van Noorwegen, terug te trekken.
- Om 10u30 detecteert het Brits schip HMS Griffin de Duitse vissersboot Polares nabij het Noors stadje Andalsnes. Polares wordt in feite door de Duitsers Schiff 26 genoemd en is op weg naar Narvik om wapens, mijnen en munitie te leveren. Het schip wordt door de mariniers van de Royal Navy geënterd, die de logboeken en andere belangrijke Enigma instellingen in beslag nemen.

1 mei
- De Enigma instellingsprocedure van de Luftwaffe en het Heer wordt gewijzigd in alle oorlogstheaters met uitzondering van Noorwegen. Door deze wijziging zijn de ontcijferingsprocedures van de cryptografen uit Bletchley Park, en de Poolse cryptografen die dan in Frankrijk verblijven, niet meer bruikbaar.

2 mei
- De geallieerden evacueren hun militair contingent bij Namsos, Noorwegen.

10 mei
- Invasie van IJsland door het Verenigd Koninkrijk om hun positie in de noordelijke Atlantische Oceaan veilig te stellen na de val van Denemarken en Noorwegen.

11 mei
- De geheime berichten van de Kriegsmarine worden voor de eerste maal ontcijferd door de cryptografen uit Bletchley Park, mede dankzij de inbeslagname van Enigmamateriaal op 26 april 1940 uit het schip Polares.

15 mei
- De Duitsers starten een tankoffensief ten westen van de rivier Maas bij Sedan, resulterend in het uiteenslaan van het onlangs gevormde 6e Franse Leger en het afsnijden en overgave van het Franse 9e Leger.

17 mei
- Eerste tankslag in de strijd in het Westen; de 7e Panzer Division onder leiding van Rommel versloeg de Franse tanks van de 1e Division Cuirassée de Réserve.

18 mei
- De Duitsers veroveren Kamerijk in Frankrijk.

19 mei
- Maurice Gamelin, generaal en opperbevelhebber van de Franse strijdkrachten wordt vervangen door Maxime Weygand.

20 mei
- De Duitsers veroveren de Franse steden Amiens en Abbeville en bereiken Het Kanaal.

23 mei
- Val van Boulogne-sur-Mer.

25 mei
- De Slag om Duinkerke begint.

26 mei
- Operatie Dynamo begint. De evacuatie van het Brits Expeditionair Leger gaat in alle chaos van start.

28 mei
- Britse, Franse en Noorse troepen veroveren Narvik.

3 juni
- Duinkerken valt in Duitse handen.
- Eerste bombardementen op Parijs.

5 juni
- De Duitse opmars naar Midden-Frankrijk start.

9 juni
- Dieppe, Rouen en Compiègne vallen in Duitse handen. De Duitsers openen een nieuw offensief over de Aisne.

10 juni
- Geallieerde terugtocht uit Noorwegen. Hiermee is de capitulatie van het Scandinavische land een feit.

14 juni
- De Franse troepen trekken zich terug tot achter de Marne en de Franse regering wijkt uit naar Tours.
- De Duitsers bezetten Reims.

14 juni
- Parijs is tot open stad uitgeroepen als de Duitsers binnentrekken.
- Franse regering installeert zich in Bordeaux.

17 juni
- De Fransen vragen naar de voorwaarden voor een wapenstilstand. Frans maarschalk en bevelhebber van de Franse troepen Philippe Pétain vraagt zijn leger de strijd te staken.

18 juni
- Winston Churchill verklaart in het House of Commons dat de Slag om Frankrijk gedaan is en hij verwacht dat de Slag om Engeland gaat beginnen.

19 juni
- Duitsers trekken over de Loire.

20 juni
- De Duitsers proberen de Franse schepen in beslag te nemen.
- De Luftwaffe bombardeert Bordeaux en Poitiers.
- Pétain zendt een delegatie, met generaal Charles Huntziger, ter bespreking van een wapenstilstand naar de Duitsers bij Tours. De Fransen worden naar Parijs gevoerd en dan naar Réthondes, nabij Compiègne.

21 juni
- Wilhelm Keitel, hoofd van het OKW legt de Duitse termen van de wapenstilstand voor aan de Franse delegatie. De voorwaarden waren; de regering-Pétain mag soeverein blijven, maar het Vichyregime werd een vazalstaat van het naziregime. Parijs, Noord-Frankrijk en de grenzen met België, Zwitserland en de Atlantische Oceaan worden Duitse bezettingszones en de kosten van de Duitse bezetting worden betaald met het Franse budget tegen een hoge wisselkoers Franc:Mark. Het Franse Rijk (Noord-Afrika, West-Afrika en Indo-China) blijft onder het bewind van het Vichyregime. De twee miljoen Franse krijgsgevangenen blijven in Duitse handen, het Franse leger wordt gereduceerd tot een sterkte van 100.000 man en de marine mag in Franse handen blijven, maar wordt gedemilitariseerd. De delegatie van Charles Huntziger probeert nog te onderhandelen, maar het lukt hun niet om betere voorwaarden uit het vuur te slepen (vooral de status van Franse oorlogsgevangenen weegt zwaar). Huntigzer overlegt met de regering-Pétain die zich in Bordeaux bevindt en krijgt de goedkeuring om de wapenstilstand te ondertekenen.

22 juni
- De Frans-Duitse wapenstilstand wordt in de avond ondertekend te Réthondes, in dezelfde treinwagon waar in 1918 de Duitse capitulatie werd ondertekend en daarmee de Eerste Wereldoorlog tot een einde bracht. De wapenstilstand zal actief worden om 25 minuten na middernacht op 25 juni 1940.

22 juni
- Een andere Franse delegatie, onder leiding van Léon Noël, is in Rome en ondertekent een Frans-Italiaanse wapenstilstand. Alhoewel de Italianen geen echt militair succes boekten tegen de Fransen (ze dropten een bataljon parachutisten achter de Franse Alpenlinies om zo terreinwinst voor te leggen), krijgen ze Zuidoost-Frankrijk toegewezen. Evenals de Frans-Duitse wapenstilstand zal de wapenstilstand actief worden om 25 minuten na middernacht op 25 juni 1940.

25 juni
- De wapenstilstanden tussen Frankrijk en Duitsland en Frankrijk en Italië gaan in om 25 minuten na middernacht. Dit maakt een einde aan het Duits offensief in het Westen dat op 10 mei 1940 was begonnen. De Fransen betreuren ca. 90.000 doden en vermisten. De Duitsers verliezen ongeveer 27.000 man.

28 juni
- Groot-Brittannië erkent Charles de Gaulle als leider van de Vrije Fransen.

1 juli
- De Franse Vichyregering installeert zich in Vichy.
- Duitse troepen bezetten de Kanaaleilanden Jersey, Guernsey en Alderney.

3 juli
- Operation Catapult: Groot-Brittannië doet een verrassingsaanval op de Franse vloot in de haven van Mers-el-Kébir bij Oran.

5 juli
- Vichy-Frankrijk, onder leiding van Pétain, verbreekt alle diplomatieke betrekkingen met Groot-Brittannië.

10 juli
- De eerste fase van de Slag om Engeland gaat van start. Deze luchtslag die ook de Slag om Het Kanaal (Duits: Kanalkampf) wordt genoemd, duurt tot 12 augustus 1940. De Slag om Engeland bestaat in totaal uit vijf fasen.
- Pétain verkrijgt volmachten van de nationale vergadering.

11 juli
- Pétain wordt Chef d'État.

12 juli
- Pierre Laval wordt vicevoorzitter van de Franse ministerraad.

16 juli
- Hitler publiceert Führer directieve Nº 16, waarin hij de richtlijnen voor de voorbereidingen tot een landingsoperatie tegen Engeland omschrijft. De directieve geeft aan dat de Luftwaffe het leeuwendeel van de verantwoordelijkheid krijgt met als doel om alle Britse tegenstand weg te ruimen vooraleer een landingsoperatie van start kan gaan.

1 augustus
- Adolf Hitler publiceert Führer directieve Nº 17, waarin hij de Luftwaffe beveelt om met alle middelen en in de kortst mogelijke tijd het Britse luchtruim te beheersen. De Duitse doelstellingen zijn volgens Hitler de Britse vliegtuigen, z'n grondinstallaties en z’n aanvoerlijnen … maar ook de luchtvaartindustrie en de antivliegtuigfabrieken.
- De Duitse Luftwaffe valt havens in Groot-Brittannië aan. De aanvallen duren tot 20 augustus 1940.

2 augustus
- Charles De Gaulle wordt in Clermont-Ferrand bij verstek ter dood veroordeeld.

7 augustus
- Charles De Gaulle tekent een overeenkomst met de Britse regering over de organisatie van de Vrije Fransen.
- De Elzas en Lotharingen worden officieel bij Duitsland gevoegd.
- Operatie Adelaar wordt uitgesteld tot 8 augustus 1940 wegens slechte weersomstandigheden.

8 augustus
- Operatie Adelaar wordt uitgesteld tot 13 augustus 1940 wegens slechte weersomstandigheden.

12 augustus
- De Luftwaffe voert aanvallen uit tegen RAF-vliegvelden, de haven van Portsmouth, de schepen op de rivier Thames. Het is tevens de eerste en enige keer in de Slag om Engeland dat het Chain Homeradarsysteem wordt gebombardeerd. De Luftwaffe verliest 31 vliegtuigen, de RAF 22 stuks.

13 augustus
- Operatie Adelaar, de tweede fase van de slag om Engeland gaat van start. Het is een klassieke luchtslag tussen de Luftwaffe en de RAF die duurt tot 18 augustus 1940. Op deze eerste dag van operatie Adelaar voert de Luftwaffe 1485 aanvalsvluchten uit. 13 augustus zal bekendstaan als Adelaarsdag (Duits:Adlertag). De Duitsers verliezen 45 toestellen, De RAF verliest er 13.

15 augustus
- In 1790 vluchten verliest de Luftwaffe 75 toestellen. De Royal Air Force (RAF) verliest er 34.

23 augustus
- De Duitse luchtaanvallen vinden voor het eerst gedurende de nacht plaats.

24 augustus
- Het derde deel van de Slag om Engeland gaat van start en duurt tot 6 september 1940. De Luftwaffe concentreert haar acties tegen de RAF-vliegvelden en maakt niet minder dan 1000 vluchten. Het vliegveld Manston, het meest zuidelijk gelegen RAF jagerstation wordt buiten gebruik gesteld en RAF-station North-Weald raakt ernstig beschadigd. De Luftwaffe verliest 38 vliegtuigen, de RAF 22.

25 augustus
- De RAF voert zijn eerste luchtaanval op Berlijn uit.

29 augustus
- Vichy-Frankrijk vormt een "Legioen van Strijders".

7 september
- De slag om Londen, het vierde deel van de Slag om Engeland gaat van start. De Luftwaffe concentreert zijn bommenwerpers op Londen tijdens dagvluchten. Het offensief zal tot 30 september 1940 duren.

14 september
- Hitler geeft tijdens een oorlogsconferentie met zijn generaals redenen op waarom Operatie Zeeleeuw moet worden uitgesteld.

15 september
- De Duitse Luftwaffe lanceert een massale luchtaanval uit op Londen. De Slag om Engeland bereikt z'n hoogtepunt.

17 september
- Adolf Hitler stelt de invasie van Engeland, Operatie Zeeleeuw, daadwerkelijk uit.

19 september
- Nieuw-Caledonië schaart zich achter De Gaulle.

25 september
- Berlijn wordt door Britse bommenwerpers onder vuur genomen.

1 oktober
- Het vijfde en laatste deel van de Slag om Engeland begint. Het zijn kleinschalige aanvallen van de Luftwaffe en duren tot 30 oktober 1940

10 oktober
- De Royal Navy bombardeert Cherbourg

24 oktober
- Hitler ontmoet Pétain in Montoir.

28 oktober
- Fransman Laval wordt benoemd tot minister van Buitenlandse Zaken.

30 oktober
- De Slag om Engeland is officieel ten einde.

5 november
- President Roosevelt wordt herkozen voor een derde ambtstermijn. Hij verslaat zijn rivaal Wendell Willkie met een verschil van 10% van de stemmen.
- Het Duitse vestzakslagschip Admiral Scheer valt het Brits konvooi HX-84, dat 38 schepen telt, aan. Het escorterende bewapende passagiersschip HMS Jervis Bay probeert het konvooi te redden, maar wordt geramd door het Duitse slagschip en zinkt. Nog vijf andere schepen gaan verloren. Konvooien in oostelijke richting worden uitgesteld, terwijl men verwoed op de Admiraal Scheer jaagt.

9 november
- In Hampshire, overlijdt ex-premier Neville Chamberlain (71).

10 november
- De stad Dresden wordt door de Britse luchtmacht gebombardeerd.

11 november
- De Franse kolonie kiest de zijde van de leider van de Vrije Fransen, Charles de Gaulle.

14 november
- De Duitse luchtmacht bombardeert in nachtelijke aanvallen Coventry.

28 november
- De Britse luchtmacht voert zware luchtbombardementen uit op Keulen.

13 december
- Laval wordt ontslagen. Zijn opvolger is Pierre-Étienne Flandin

29 december
- Londen wordt zwaar gebombardeerd.

## 1941
1 januari
- De Britse luchtmacht bombardeert Bremen.

2 januari
- President Franklin D. Roosevelt kondigt het bouwprogramma aan voor 200 vrachtschepen (Liberty ships) ter ondersteuning van de Atlantische konvooien.

9 februari
- De Franse minister van Buitenlandse Zaken Pierre-Étienne Flandin krijgt zijn ontslag en admiraal François Darlan volgt hem op.
- De Engelsen bombarderen Genua en Livorno.

7 maart
- U-47 wordt vermist en is vermoedelijk bij Rockall Banks in de Atlantische Oceaan verloren gegaan.

11 maart
- In de Verenigde Staten wordt Lend-Lease Act goedgekeurd.

16 maart
- De Luftwaffe bombardeert Bristol.

19 maart
- De Luftwaffe bombardeert Londen.

24 maart
- De RAF bombardeert Berlijn.

28 maart
- Alle Duitse schepen die zich in Amerikaanse havens bevinden worden in beslag genomen.

16 april
- Zware bombardementen op Londen.

19 april
- Zware bombardementen op Londen.

20 april
- Zware bombardementen op Londen.

10 mei
- Rudolf Hess vliegt van Duitsland naar Schotland.
- Londen wordt zwaar onder vuur genomen.

11 mei
- Rudolf Hess landt in Schotland en wordt gevangengenomen.

24 mei
- De Britten gaan op zoek naar de Bismarck. Ze verliezen daarbij de Engelse slagkruiser HMS Hood.

27 mei
- De Bismarck wordt tot zinken gebracht.

18 juni
- De RAF voert aanvallen uit op het Ruhrgebied.

1 juli
- Offensief van de RAF boven Het Kanaal, Duitsland en Noord-Frankrijk.

7 juli
- De eerste Amerikaanse zeestrijdkrachten arriveren op IJsland en Groenland.

14 juli
- In Syrië tekent de Vichyregering een wapenstilstandsverdrag met Groot-Brittannië.

17 juli
- Canada voert de dienstplicht in.

12 augustus
- Roosevelt en Churchill ondertekenen het Atlantisch Handvest.

14 augustus
- De Duitsers doden vijf mensen uit Westmaas omdat ze geallieerde piloten hebben geholpen.

27 augustus
- Aanslag op Pierre Laval en Marcel Déat in Versailles.

7 september
- Grote luchtaanval van de RAF op Berlijn.

4 oktober
- In Noorwegen waarschuwt de Duitse bezetter het Noorse volk om mee te werken of anders hongersnood tegemoet te zien na groeiende onrust en rellen.
- In Vichy Frankrijk zet Maarschalk Pétain het doodvonnis van Paul Collette, die een probeerde een aanslag te plegen op Pierre Laval en Marcel Deat, om in levenslange gevangenisstraf.
- In Vichy Frankrijk stelt Maarschalk Pétain een eenheidsvakbond verplicht voor alle werkenden.

12 oktober
- De RAF voeren hun eerste grootschalige nachtbombardement op Neurenberg uit.

20 oktober
- In Nantes vermoorden verzetsstrijders de plaatselijke commandant, luitenant-kolonel Karl Holz.
- Als vergelding worden vijftig gijzelaars door de Duitsers geëxecuteerd voor partizanenaanvallen.

21 oktober
- In Bordeaux worden 100 mensen in gijzeling genomen en wordt een uitgaansverbod afgekondigd, nadat een Duitse officier bij een aanslag om het leven is gekomen.

23 oktober
- In Londen vraagt generaal De Gaulle het Franse verzet te stoppen met aanslagen op Duits militair personeel om verdere vergeldingen tegen het Franse volk te voorkomen.

24 oktober
- In Bordeaux worden vijftig gijzelaars geëxecuteerd.

25 oktober
- Winston Churchill veroordeelt de Duitse vergeldingsexecuties in bezette gebieden.

26 oktober
- De RAF bombardeert 's nachts Hamburg met 115 vliegtuigen.

30 oktober
- President Roosevelt van de Verenigde Staten verleent de Sovjet-Unie een rentevrije lening van 1000 miljoen dollar om uitrusting te kunnen kopen via de Lend-Leaseregeling.

31 oktober
- Ten westen van IJsland wordt de Amerikaanse torpedobootjager USS Reuben James door de Duitse onderzeeër U-552 getorpedeerd. 115 van de 160 man tellende bemanning komen om. Het is het eerste Amerikaanse oorlogsschip dat wordt getroffen.

13 november
- Het Britse vliegdekschip HMS Ark Royal wordt bij Gibraltar tot zinken gebracht.

18 november
- Herziening van de Neutraliteitswet in de Verenigde Staten.

11 december
- Duitsland, gevolgd door Italië, verklaart de oorlog aan de Verenigde Staten.

13 december
- Bulgarije verklaart de oorlog aan de Verenigde Staten en aan Groot-Brittannië.

14 december
- Hitler geeft opdracht tot de bouw van de Atlantikwall.

15 december
- Ierland verklaart neutraal te blijven.

## 1942
20 januari
- De Duitsers vervangen de encryptiecode voor de weerberichten (korte weerberichtcode) die gebruikt wordt door de U-boten, door een nieuwe versie. Hierdoor kunnen de cryptografen uit Bletchley Park de oude versie (waarvan de codeboeken in mei 1941 uit het weerschip München en U-boot U-110 werden gekaapt) niet meer gebruiken. Nu kunnen de geallieerden de encryptie van Shark, de code van de Duitse marine in de Atlantische Oceaan en de Middellandse Zee, niet meer decoderen, wat zal resulteren in het grote zwarte gat vanaf 1 februari 1942.

1 februari
- De cryptografen uit Bletchley Park kunnen "Shark", de code van de Duitse marine in de Atlantische Oceaan en de Middellandse Zee, niet meer decoderen wat resulteert in het grote zwarte gat. De reden was dat de Duitse marine de Enigma codeermachines die in gebruik waren op de U-boten in de Atlantische Oceaan en de Middellandse Zee van een vierde rotor en een nieuw reflectorwiel voorzagen. Het zwarte gat zal meer dan tien maanden duren.

14 februari
- De Gneisenau, Scharnhorst en Prinz Eugen forceren een doorbraak in het Nauw van Calais en bereiken Noorwegen.

8 maart
- De RAF bombardeert de Kruppfabrieken bij Essen.

18 maart
- De conclusie van een Duits onderzoek naar de oorzaken van de gezonken schepen Atlantis en Python (november 1941) meldt dat de Enigmacode van de Duitse marine niet is gecompromitteerd. De vrees van de Duitsers was dat hun marinecommunicatie door de geallieerden werd afgeluisterd.

28 maart
- De Britten voeren een bombardement uit op Saint-Nazaire.

17 april
- Ontslag van de regering-Darlan in Vichy-Frankrijk.

18 april
- Pierre Laval wordt de nieuwe regeringsleider in Vichy-Frankrijk.

20 april
- Generaal Henri Giraud ontsnapt uit Duits krijgsgevangenschap.

8 mei
- Voor het eerst weet een Duitse U-boot, de U-553 onder commandant Karl Thurmann, de Saint Lawrencezeeweg binnen te varen, waar hij in de daarop volgende dagen enkele schepen tot zinken brengt.

30 mei
- Ongeveer duizend bommenwerpers bombarderen Keulen.

3 juni
- RAF bombardeert het Ruhrgebied.

11 juni
- De Verenigde Staten verklaren de Leen- en Pachtwet ook van kracht voor de Sovjet-Unie.

22 juni
- De Britten bombarderen Bremen.

27 juni
- Konvooi PQ17 verlaat het verzamelpunt nabij IJsland met 36 schepen (een andere bron meldt 35 schepen).
- Leen- en Pachtakkoord tussen Groot-Brittannië en de Sovjet-Unie.

28 juni
- Konvooi PQ17 wordt gedetecteerd door een Duits verkenningsvliegtuig die op zijn beurt Duitse U-boten en oorlogsschepen verwittigt.

4 juli
- De inlichtingendienst van de Britse marine (Admiralty OIC) kan First Sea Lord Sir Dudley Pound niet garanderen dat het Duits slagschip Tirpitz haar ankerplaats in Noorwegen heeft verlaten en zo een bedreiging vormt voor konvooi PQ17.

10 juli
- Konvooi PQ17 komt met twee schepen toe in de haven van Archangelsk. Negen andere schepen zouden een week later toekomen in de haven van Moermansk. PQ17 was het konvooi dat het zwaarst te lijden had van alle konvooien tijdens de Tweede Wereldoorlog die werden ingezet door de geallieerden..

26 juli
- De RAF bombardeert de havenstad Hamburg.

15 augustus
- RAF groep No 8 (Pathfinder) wordt opgericht. Dit was een vliegtuigformatie binnen de Royal Air Force die tijdens de Tweede Wereldoorlog de geallieerde bommenwerpers voorafging en de doelen voor hen ging markeren.

19 augustus
- De Canadezen voeren een aanval op Dieppe uit.

4 september
- In Frankrijk wordt de gedwongen tewerkstelling aangekondigd.

5 oktober
- In Noorwegen gaan de Duitsers over tot talloze arrestaties en executies. Aanleiding hiervoor zijn diverse sabotagedaden in het land.

8 november
- De Verenigde Staten verbreken alle diplomatieke betrekkingen met Vichy-Frankrijk.

11 november
- De Duitsers bezetten ook de vrije zone van Frankrijk.

18 november
- Philippe Pétain draagt zijn volmachten over aan Pierre Laval.

27 november
- De Duitsers bezetten Toulon.
- De Franse vloot brengt zichzelf tot zinken.

## 1943
13 januari
- De RAF groep No 8 (Pathfinder) wordt hernoemd tot 8 (PFF) Group waarbij hun hoofdkwartier verhuisde naar Castle Hill House, Huntingdonshire.

16 januari
- Zware bombardementen op Berlijn.

17 januari
- Zware bombardementen op Berlijn.

24 januari
- De Duitsers vernielen de haven van Marseille.

27 januari
- Eerste Amerikaanse luchtaanval op Duitsland. Wilhelmshaven wordt gebombardeerd.

17 februari
- Instelling van de verplichte arbeidsdienst door Vichy-Frankrijk.

27 februari
- Noors commando legt de productie van zwaar water in de fabriek Norsk Hydro lam.

1 maart
- Zware geallieerde luchtaanval op Berlijn.

27 maart
- Grote aanval van de RAF op Berlijn.

26 april
- De RAF bombardeert Duisburg.

15 mei
- Vorming van een Conseil National de la Résistance (CNR) in Frankrijk.

16 mei
- De RAF voert een luchtaanval uit op de Möhne- en Ederstuwdammen in het Ruhrgebied. Het gevolg zijn grote overstromingen.

23 mei
- Zwaar geallieerd bombardement op Dortmund.

24 mei
- Karl Dönitz trekt zijn vloot van U-boten terug uit het noordelijk deel van de Atlantische Oceaan. De Slag om de Atlantische Oceaan is voor de Duitsers verloren. Dit is echter niet het einde van de U-bootoorlog. Een jaar later (mei 1944) zal de eerste U-boot met een Schnorkelvoorziening in dienst treden.

13 juli
- De Franse Antillen stellen zich achter het CFLN.

24 juli
- De RAF voert een zwaar bombardement uit op Hamburg

31 juli
- Giraud benoemd tot opperbevelhebber van de Franse strijdkrachten.

14 augustus
- Eerste Amerikaanse luchtaanvallen op Oostenrijk.

17 augustus
- De RAF bombardeert het Duitse onderzoekscentrum voor de V1 en V2 in Peenemünde.

9 november
- Reorganisatie van het Comité National de la France Libre (CNFL). De Gaulle wordt alleen leider van de organisatie.

11 november
- RAF-groep nr. 100, een gespecialiseerde en geheime ondersteuningsformatie van de afdeling RAF Bomber Command binnen de Royal Air Force, wordt opgericht. Deze vliegtuigformatie zou zich tijdens de Tweede Wereldoorlog bezighouden met elektronische oorlogsvoering tegen Duitse nachtjagers en luchtverdedigingssystemen. Sommige bronnen vermeldden dat deze groep werd opgericht op 23 november 1943.

18 november
- Hevige bombardementen op Berlijn.

22 november
- Hevige bombardementen op Berlijn.

23 november
- Hevige bombardementen op Berlijn.

26 november
- Hevige bombardementen op Berlijn.

2 december
- De RAF bombardeert Berlijn.

16 december
- De RAF bombardeert Berlijn.

23 december
- De RAF bombardeert Berlijn.

24 december
- Dwight D. Eisenhower wordt benoemd tot opperbevelhebber van de Supreme Headquarters Allied Expeditionary Force (SHAEF).

26 december
- Ter hoogte van de Noordkaap wordt het Duitse slagschip Scharnhorst door eenheden van de Britse marine tot zinken gebracht.

## 1944
1 januari
- Veldmaarschalk Erwin Rommel wordt benoemd tot bevelhebber van Heeresgruppe B, met als sector Frankrijk noord van de Loire.

11 januari
- De Duitse steden Maagdenburg en Aschersleben worden zwaar gebombardeerd door de Amerikaanse 8th Air Force.

29 januari
- De Amerikaanse 8th Air Force voert zware bombardementen uit op Frankfurt am Main en op Ludwigshafen.

15 februari
- Zware luchtaanval op Berlijn.

11 maart
- Pucheu, oud-minister van Binnenlandse Zaken van het Vichyregime, ter dood veroordeeld.

1 april
- In Villeneuve-d'Ascq, nabij Rijsel, worden 86 burgers als represailles voor een sabotageactie vermoord.
- Het Duitse slagschip Tirpitz is in het Kåfjord, Alta in Noorwegen door vliegtuigen van de Britse vliegdekschepen HMS Victorious en HMS Furious beschadigd. De Tirpitz is 14 keer geraakt en voor enkele maanden uitgeschakeld.

21 april
- Ontslag van Henri Giraud.
- Geallieerde luchtaanval op Parijs.

3 mei
- De CFLN verandert de naam in Gouvernement provisoire de la République française (GPRF).

6 juni
- D-Day: De geallieerde invasie in Frankrijk vindt plaats onder de codenaam Operatie Overlord. Het is een van de grootste landingsoperaties uit de militaire geschiedenis. Verder worden Operatie Neptune en Operatie Ceronimo uitgevoerd; de eerste is de operatie waarbij alle oorlogsschepen zich verzamelen bij Portsmouth; de tweede is de nachtelijke luchtlandingsoperatie boven Normandië.

7 juni
- Bayeux wordt, als eerste Franse stad, bevrijd.

9 juni
- In Tulle worden door de Duitsers 97 mannen vermoord.

10 juni
- Massamoord in Oradour-sur-Glane.

12 juni
- De eerste vliegende bommen (V1) komen neer in Engeland.

14 juni
- De Gaulle komt aan in Normandië en houdt in Bayeux een toespraak.

17 juni
- Amerikaanse troepen stoten door naar Avranches en snijden daarmee de verbindingen met Cotentin, het westelijke deel van Normandië, af.

24 juni
- In Kopenhagen vernielen verzetsmannen de belangrijkste wapenfabrieken van Denemarken.

25 juni
- Start Operatie Martlet als voorbereiding op Operatie Epsom in de Slag om Caen.

26 juni
- Start Operatie Epsom als onderdeel van de Slag om Caen.

27 juni
- Cherbourg wordt door de geallieerden veroverd.

28 juni
- Philippe Henriot, minister van Voorlichting van het Vichyregime, wordt door de Maquis vermoord.

8 juli
- De Franse politicus Georges Mandel wordt door collaborateurs ter dood gebracht.

13 juli
- Duitse represailles tegen de burgerbevolking van Vercors.

17 juli
- Veldmaarschalk Rommel raakt gewond bij een geallieerde luchtaanval. Hij wordt vervangen door veldmaarschalk Günther von Kluge.

18 juli
- Caen wordt door Britse en Canadese troepen bevrijd.
- De Amerikanen bevrijden Saint-Lô.

25 juli
- De start van Operatie Cobra.

29 juli
- De Amerikanen rukken Coutances binnen.

30 juli
- De Amerikanen bevrijden Avranches.

31 juli
- De Franse piloot-schrijver Antoine de Saint-Exupéry wordt tijdens een verkenningsvlucht boven de Middellandse Zee neergeschoten en komt om het leven.

3 augustus
- De Amerikanen bevrijden Rennes.

8 augustus
- De Amerikanen bevrijden Le Mans en La Flèche.

11 augustus
- De Amerikanen veroveren Nantes en Angers.

12 augustus
- De Fransen bevrijden Alençon.

15 augustus
- Amerikaanse troepen onder generaal Patch en Franse troepen onder generaal de Lattre de Tassigny voeren landingen uit in Zuid-Frankrijk. Operatie Dragoon wordt een geallieerd succes.

16 augustus
- De geallieerden bevrijden Orléans.

17 augustus
- De geallieerden veroveren Falaise.

18 augustus
- De Vrije Fransen bevrijden Haute-Savoie.
- Laval, gevangengenomen door de Duitsers, wordt overgebracht naar Belfort.

19 augustus
- Begin van de opstand in Parijs.

20 augustus
- In Vichy-Frankrijk wordt Pétain gearresteerd en overgebracht naar Belfort.
- Bloedbad in Saint-Genis-Laval.

23 augustus
- De Fransen bevrijden in het zuiden Marseille.
- De Amerikanen veroveren Grenoble.

24 augustus
- Geallieerde troepen steken de Seine over.

25 augustus
- Generaal Dietrich von Choltitz, Wehrmachtsbefehlshaber von Groß-Paris, geeft Parijs ongeschonden over aan Franse troepen.

- Bloedbad in Maillé.

26 augustus
- Toulon wordt door Franse troepen onder generaal de Lattre de Tassigny bevrijd.

29 augustus
- Marseille wordt door Franse troepen onder generaal de Lattre de Tassigny bevrijd.

30 augustus
- Reims en Rouen worden bevrijd.

1 september
- Het Amerikaanse Derde Leger onder generaal George Patton bevrijdt Verdun. Daarnaast worden ook de steden Dieppe en Tours bevrijd.

4 september
- Lyon wordt bevrijd.

6 september
- Installatie in Parijs van het voorlopige Franse bewind (GPRF) onder leiding van De Gaulle.

9 september
- De Amerikanen passeren de Moezel.

12 september
- Le Havre door de Canadezen bevrijd.

13 september
- Bij Dijon maken de noordelijke en zuidelijke geallieerde troepen contact met elkaar.

15 september
- Nancy wordt bevrijd.

16 september
- Dwight Eisenhower en Gerd von Rundstedt nemen beide het opperbevel over de Amerikaanse en Duitse troepen aan het westfront op zich.

21 oktober
- Einde van de slag om Aken. De slag is in een Amerikaanse zege geëindigd.

7 november
- Roosevelt wordt in de Verenigde Staten herkozen als president.

12 november
- Het Duitse slagschip de Tirpitz wordt in de Noorse fjorden door de RAF tot zinken gebracht.

19 november
- Het Eerste Franse Leger bereikt de Rijn bij Rosenau.
- Metz wordt bevrijd.

20 november
- Franse troepen bereiken de Rijn bij Basel.
- De Fransen bevrijden Belfort.

21 november
- Mulhouse wordt bevrijd door eenheden van het Eerste Franse Leger.

22 november
- Belfort wordt bevrijd door eenheden van het Eerste Franse Leger.

'23 november
- Straatsburg wordt bevrijd door het Eerste Franse Leger.

10 december
- Bondgenootschapsverdrag tussen Frankrijk en de Sovjet-Unie.

## 1945
1 januari
- De Duitsers lanceren een tegenaanval in het Saarland.

20 januari
- Offensief van het Franse Eerste Leger in de Vogezen.
- President Franklin Delano Roosevelt aanvaardt zijn vierde ambtstermijn.

2 februari
- De Fransen bevrijden Colmar.

4 februari
- Geallieerde bezetting van de Elzas.

8 februari
- Start van de operatie Veritable. Het 30e Britse Legerkorps zet vanuit Nijmegen en Groesbeek de aanval op het Reichswald in.

9 februari
- De Duitse transportonderzeeboot U-864 wordt voor de Noorse kust ter hoogte van Bergen getorpedeerd. De U-864 was op weg naar Japan met bouwtekeningen van de eerste Duitse straaljager en met 67 ton kwik, bestemd voor ontstekers.

14 februari
- Zwaar Bombardement op Dresden. Het centrum van de stad is grotendeels verwoest. Tienduizenden mensen komen om het leven.

22 februari
- Het Amerikaanse Derde Leger steekt de Saar over.

7 maart
- De brug over de Rijn bij Remagen valt onbeschadigd in Amerikaanse handen.
- Keulen wordt veroverd door de Amerikanen.

11 maart
- De Amerikaanse 8e Luchtmacht bombardeert Kiel, Bremen en de haven van Hamburg.
- De Britse luchtmacht bombardeert Warnemünde.

12 maart
- De Britse luchtmacht bombardeert Swinemünde.

15 maart
- Amerikaanse troepen steken in Duitsland de Moezel over.

18 maart
- Koblenz wordt door de Amerikanen veroverd.
- Berlijn wordt zwaar gebombardeerd.

20 maart
- De 8e Amerikaanse Luchtmacht bombardeert Hamburg.

21 maart
- De Britse luchtmacht bombardeert Bremen.

24 maart
- De Britten trekken met ruim 300 000 man de Rijn over.

27 maart
- De geallieerden bezetten Frankfurt.

28 maart
- Algehele Duitse terugtocht op het westfront.

1 april
- De Fransen steken de Rijn over.
- Britten en Amerikanen omsingelen het Ruhrgebied.

3 april
- De 8e Amerikaanse Luchtmacht bombardeert de haven van Kiel, waarbij o.a. 6 onderzeeboten worden vernietigd.

4 april
- De Fransen veroveren Karlsruhe.

10 april
- De geallieerden veroveren Hannover.

12 april
- De Amerikaanse president Franklin D. Roosevelt overlijdt.

16 april
- De Amerikanen veroveren Neurenberg.
- De Fransen bevrijden Royan en Pointe de Grave.

18 april
- De geallieerden veroveren Düsseldorf.

19 april
- De Britse troepen bereiken de Elbe.

21 april
- De Duitsers in het Ruhrgebied geven zich over. De geallieerden maken hierbij ca. 325 000 gevangenen.
- De Fransen trekken Berchtesgaden binnen.

22 april
- De Fransen veroveren Stuttgart en bereiken de Donau.

26 april
- Maarschalk Pétain keert terug in Frankrijk. Hem wordt huisarrest opgelegd.
- De Fransen bezetten Konstanz en omsingelen het Schwarzwald.

27 april
- De Amerikanen trekken Oostenrijk binnen.

28 april
- Himmler doet een vergeefse poging met de Britten en Amerikanen over vrede te onderhandelen. Hij wilde na de vrede met westerse geallieerden de oorlog gezamenlijk voortzetten tegen de Sovjet-Unie.

29 april
- De Amerikanen veroveren München.

2 mei
- Laval wordt in Barcelona gearresteerd.

3 mei
- De Britten veroveren Hamburg.

4 mei
- Bernard Montgomery neemt met machtiging van generaal Eisenhower de onvoorwaardelijke overgave in ontvangst van alle Duitse strijdkrachten in Nederland, Denemarken en Noordwest-Duitsland.

7 mei
- Algemene capitulatie van de Duitse strijdkrachten getekend door generaal Jodl te Reims op het hoofdkwartier van Eisenhower.
- Capitulatie van de Duitse troepen in Noorwegen.

8 mei
- Einde van de Tweede Wereldoorlog in Europa.
- Definitieve overeenkomst van de capitulatie van alle Duitse troepen wordt in Berlijn getekend door veldmaarschalk Keitel (Duitsland), Zjoekov (Sovjet-Unie), Spaatz (VS), Tedder (Groot-Brittannië) en de Lattre (Frankrijk). Hiermee is de onvoorwaardelijke overgave van Duitsland een feit.
- Bevrijding van La Rochelle en Lorient.
- In heel Europa ontstaan bevrijdingsfeesten.

9 mei
- Bevrijding van Duinkerke en Saint-Nazaire.

14 mei
- Oostenrijk verklaart zich onafhankelijk.

23 mei
- De Britse autoriteiten in Noord-Duitsland arresteren de regering-Dönitz. Onder de gevangenen bevinden zich: admiraal Karl Dönitz, veldmaarschalk Wilhelm Keitel, rijksminister Albert Speer, Alfred Jodl en Alfred Rosenberg.
- Heinrich Himmler wordt gearresteerd en pleegt even later zelfmoord.

26 juni
- De Grote Vijf ondertekenen het handvest van de Verenigde Naties. Oprichting van de VN.

23 juli
- Begin van het proces tegen maarschalk Pétain.

14 augustus
- Pétain wordt ter dood veroordeeld. Zijn straf wordt echter vanwege zijn verdienste voor de staat in levenslang omgezet.

20 november
- Begin van de Processen van Neurenberg.

17 december
- RAF-groep nr. 100 wordt ontbonden.

31 december
- De British Home Guard wordt ontbonden.